# Грузинов, Евграф Евграфович
Евграф Евграфович Грузинов (17 августа 1877 — 17 августа 1914) —  русский военный лётчик, капитан, участник Первой мировой войны.

## Биография
Евграф Грузинов родился 17 августа 1877 года в Московской губернии в семье потомственных дворян. По вероисповеданию был православным.
Получил образование в Волынской военной школе, которую окончил в 1895 году в звании рядового с 28 августа 1895 года и распределён в 3-й пехотный Нарвский полк. В 1897 году начал учёбу в Тефлисском пехотном юнкерском училище, которое окончил в 1899 году, 16 марта был произведён в чин подпоручика, распределён в 66-й пехотный Бутырский полк, в который прибыл 29 сентября того же года. 1 октября 1904 года был произведён в поручики, а 1 октября 1908 года — в штабс-капитаны. В 1912 году окончил теоретические авиационные курсы им. В.В. Захарова при Санкт-Петербургском политехническом институте и Офицерскую школу авиации при Отделе воздушного флота в Севастополе. С 25 мая 1913 года служил начальником 14-го корпусного авиационного отряда.
Принимал участие в воздушных боях Первой мировой войны. 17 августа 1914 года Грузинов получил ранение во время разведывательного вылета, и не желая оказаться в плену, разбился вместе с самолетом о землю на австрийских боевых позициях в районе посада Быхава.
28 августа 1914 года был произведён в капитанский чин, а 15 апреля 1915 года получил орден Святого Георгия 4-й степени посмертно.
Брат Александр- тоже летчик.

## Награды
Евграф Грузинов был пожалован следующими наградами:
- Орден Святого Георгия 4-й степени (Высочайший приказ от 15 апреля 1915[2]) — «за то, что, давая всегда ценные сведения, 17-го августа 1914 г. вылетел на разведку в район Кщонов-Пиляшковще-Быхава-Люблин, обратно не возвратился. По показаниям пленных австрийцев штабс-капитан Грузинов, будучи ранен при обстреливании его аппарата у посада Быхава австрийскими войсками и, не надеясь улететь, дабы не отдать аппарат противнику, разбил его о землю и погиб в обломках»;
- Орден Святой Анны 2-й степени с мечами (Высочайший приказ от 1 ноября 1914);
- Орден Святой Анны 3-й степени (Высочайший приказ от 17 марта 1907);
- Орден Святого Станислава 2-й степени (Высочайший приказ от 14 февраля 1913);
- Орден Святого Станислава 3-й степени (Высочайший приказ от 27 апреля 1907)